# جيري زوكر
جيري زوكر (بالإنجليزية: Jerry Zucker)‏ هو شخصية أعمال أمريكي، ولد في 24 أغسطس 1949 في تل أبيب في إسرائيل، وتوفي في 12 أبريل 2008 في تشارلستون في الولايات المتحدة.